# Ivy Taylor
Ivy Ruth Taylor (Ciutat de Nova York, 17 de juny de 1970) és una política nord-americana, actual alcaldessa de San Antonio, una de les ciutats més poblades del país. Nascuda a la Ciutat de Nova York, el 1992 va obtenir el títol de grau per la Universitat Yale a l'American Studies i el 1998 un mestratge en Planificació Urbana i Regional per la Universitat de Carolina del Nord a Chapel Hill.
Després d'acabar els estudis, es va traslladar a San Antonio, on es va casar amb Rodney Taylor i va tenir una filla. Va treballar com a analista i gerent de subsidis de departaments municipals fins al 2004, quan va ser anomenada vicepresidenta de la Merced Housing Texas, una agència d'habitatge assequible. Durant sis anys, va impartir classes a les aules de la Universitat de Texas a San Antonio.
Ivy va entrar en política el 2009 quan va ser elegida consellera municipal. El juliol 2014, amb la renúncia del llavors alcalde de San Antonio Julian Castro, va ser designada alcaldessa interina de l'ajuntament de la ciutat. El juny del 2015 va ser reelegida en segona ronda d'una ferotge disputa. És la primera alcaldessa negra de la història de la ciutat, així com la segona dona a ocupar el càrrec.

## Posicions polítiques
Encara que ella es consideri una política independent, Ivy està registrada com a membre del Partit Demòcrata i es va descriure com "fiscalment i socialment conservadora". Al llarg de la seva campanya de 2015, va evitar respondre preguntes relacionades sobre la seva filiació política. A les eleccions presidencials de 2008 i 2012, va contribuir amb US$ 1.000,00 per a les campanyes del demòcrata Barack Obama. L'octubre del 2015, va participar d'una reunió de la campanya presidencial de la també demòcrata Hillary Clinton, que posteriorment va publicar una llista de endossos incloent l'alcaldessa. Un comunicat divulgat pel seu portaveu va afirmar que ella no va endosar a Hillary. A més d'això, va afirmar que Ivy també s'havia reunit amb la candidata republicana Carly Fiorina, i, com el seu càrrec és no partidista, ella no tenia la intenció de declarar el seu suport a cap candidat a la presidència. No obstant això, segons un assessor de Hillary, Ivy va expressar el seu suport a la candidata, així com va prometre ajudar en la seva campanya.
El senador republicà John Cornyn la va acompanyar a la desfilada del Dia de Martin Luther King de 2016, i li va demanar per a ajuntar-se al GOP i considerar posteriorment una candidatura a governadora. Fonts pròximes a l'alcaldessa van dir que ella va ignorar els suggeriments per afiliar-se al Partit Republicà, així com que mai va comentar la possibilitat de concórrer a un càrrec a nivell estatal. Per al president del Partit Republicà del Comtat de Bexar, Robert Stovall, "ella sembla una republicana".
En el context de la crisi migratòria europea, va afirmar el novembre del 2015 que els immigrants sirians serien benvinguts en San Antonio. El comentari en suport als immigrants síria va ser fet pocs dies que el governador republicà Greg Abbott va afirmar que a Texas no els acceptaria. Encara que va reconèixer que els governs municipals no posseeixen jurisdicció sobre el tema, va expressar el seu suport als immigrants: "com a cristiana, el meu cor pateix en veure el sofriment dels refugiats sírians (...)" i "(...) jo m'esforço per a crear una comunitat que estigui oberta i que aculli els necessitats".